# Andreas Winkler (Rennfahrer)
Andreas Winkler (* 28. August 1963) ist ein deutscher Bauingenieur und Automobilrennfahrer.

## Die Rennfahrerlaufbahn
Andreas Winkler begann 1990 als Fahrinstrukteur seine Motorsportkarriere. 2006 fuhr er erstmals mit einem BMW 130i in der VLN Langstreckenmeisterschaft Nürburgring Langstreckenrennen.
Seine bislang besten Ergebnisse in dieser Rennserie erreichte er mit dem Schubert-Motorsport-Team 2008 mit einem SP10-Klassensieg und 2009 mit einem VD1T-Klassensieg.
Seit 2008 fährt Winkler 24-Stunden-Rennen auf dem Nürburgring. 2009 erreichte er mit dem Schubert-Motorsport-Team auf einem BMW 320d den 28. Gesamtplatz.
2013 fuhr er mit einem BMW E82 GTS auf einem 77. Gesamtplatz und 4. Rang in der SP8-Klassenwertung.

## Der Unternehmer
Winkler besitzt ein Ingenieurbüro für Statik und Baukonstruktion.